# Quinta División del Ejército Nacional
La Quinta División del Ejército Nacional de Colombia es una unidad operativa mayor compuesta por cuatro brigadas, y un Comando Operativo. Su jurisdicción se ubica en la Región Andina de Colombia en los Departamentos de Cundinamarca, Huila, Tolima, Quindío, Risaralda y Caldas. Su actual Comandante es el Brigadier General David Leonardo Gómez Pulido.

## Historia
Creada en 1995 con sede principal en Bogotá. Ha realizado distintas operaciones contra grupos armados como la Operación Aguacero contra las FARC-EP, entre otros operativos y planes.

## Unidades

### Sexta Brigada, Ibagué
Creada en 1933, tiene jurisdicción sobre 47 municipios del Tolima. Conformada por:
- Batallón de Infantería número 16 Patriotas, Honda.
- Batallón de Infantería número 18 coronel Jaime Rooke, Ibagué.
- Batallón de Apoyo y Servicios para el Combate No 6 Francisco Antonio Zea,  Ibagué.
- Batallón de Instrucción y Entrenamiento No. 6 Manuel de Bernardo Álvarez del Casal en Piedras
- Grupo Gaula Militar Tolima en Ibagué.
- Batallón de Operaciones Terrestres No 17 en Purificación.
- Comando Operativo de Estabilización y Consolidación COZEU
- Batallón de Infantería No 17 General Domingo Caicedo en Chaparral.
- Batallón de Operaciones Terrestres No 18 Planadas.
- Batallón de Operaciones Terrestres No 19 Ataco.
- Batallón de Ingenieros No 13 Antonio Baraya, Ibagué.
- Batallón de Desminado Humanitario No 2 Chaparral.

Batallón de Acción Integral No 5  Chaparral.

### Octava Brigada, Armenia
Creada en 1958, tiene jurisdicción en Quindío, Risaralda, Caldas (a excepción del área urbana de La Dorada, que pertenece a la Fuerza Aérea) y los municipios de Ulloa y Alcalá del Valle del Cauca.
- Batallón de Infantería No. 22 Batalla de Ayacucho, Manizales - Caldas
- Batallón de Artillería No. 8 Batalla de San Mateo, Pereira - Risaralda
- Batallón de Ingenieros No. 8 Francisco Javier Cisneros, Pueblo Tapao (Montenegro) - Quindío[6]
- Batallón de Alta Montaña No. 5 GR. Urbano Castellanos Castillo, Génova - Quindío
- Batallón de Instrucción, Entrenamiento y Reentrenamiento No. 8 "Capitán José Vicente Ortega y Mesa". Santa Rosa de Cabal - Risaralda
- Batallón de A.S.P.C. No. 8 Cacique Calarcá, Armenia - Quindío
- Grupo Gaula Eje Cafetero, Pereira[7]

### Novena Brigada, Neiva
Creada en 1967 con jurisdicción en el Departamento del Huila
- Batallón de Artillería No 9 “Tenerife  Neiva
- Batallón de Infantería No. 26 Cacique Pigoanza Sede: Garzón
- Batallón de Infantería No. 27 Magdalena Sede: Pitalito
- Batallón de A.S.P.C. No. 9 Cacica Gaitana Sede: Neiva
- Batallón de Instrucción y Entrenamiento No. 9 "Vicente de la Rocha y Flórez" Sede: La Pradera - La Plata
- Batallón Especial Energético y Vial No. 12 "Cr. José María Tello" Sede: La Jagua.
- Batallón de Combate Terrestre No. 31 "Sebastián de Belalcázar" Sede: Rovira.
- Grupo Gaula Huila Sede: Neiva

### Décima Tercera Brigada, Bogotá
Inició en 1910 como la primera brigada del país. Su nombre actual aparece en 1983. Con jurisdicción en el Departamento de Cundinamarca y dos municipios del Meta.
- Batallón de Infantería Aerotransportado No. 28 Colombia
- Batallón de Infantería No.37 Guardia Presidencial
- Batallón de Infantería No. 38 Miguel Antonio Caro
- Fuerza de Tarea Sumapaz
- Grupo de Caballería No. 10 Tequendama
- Batallón de Artillería No. 13 GR. Fernando Landazábal Reyes
- Batallón de Ingenieros No. 13 GR. Antonio Baraya
- Batallón Policía Militar n.º 13 GR. Tomás Cipriano de Mosquera
- Batallón de Policía Militar n.º 15 Cacique Bacatá
- Batallón de A.S.P.C. No. 13 Cacique Tisquesusa
- Grupo Gaula Cundinamarca
- Batallón de Instrucción, Entrenamiento y Reentrenamiento No. 13 Antonio Morales Galavis
- Batallón Especial Energético y Vial No.13[12]